# Lozerbos
Het Lozerbos is een bos in de Vlaamse Ardennen in Zuid-Oost-Vlaanderen (België). Het bosgebied ligt op het grondgebied van de gemeente Kruisem (deelgemeente Lozer). De beboste oppervlakte bedraagt ongeveer 44 ha en is hoofdzakelijk eigendom van de familie della Faille d'Huysse, die het Kasteel van Lozer bewoont, en het OCMW van Oudenaarde.

## Landschap
Het boscomplex van Lozer ligt op de overgang van het vlak zandgebied en het golvend zandgebied. Op het einde van de 18e eeuw strekte het bos zich uit van de Boekweitstraat in het westen, de hoeve Wijkhuize in het noorden en Neerrechem in het oosten. Het bos bestond uit gemengd loofhout. Op het hoogste punt van het bos bevond zich toen op een open plek een windmolen. De houten standaardmolen, reeds vermeld in 1571, was in het bezit van de heer van Huysse. In 1885 werd hij verkocht en gesloopt. In de 19e eeuw werd een flink stuk van het bos ontgonnen en omgezet in landbouwgrond, tevens werd een rechtlijnig drevenpatroon aangelegd. Op het einde van de weg die vanaf het kasteel in noordoostelijke richting vertrekt, werd door de familie della Faille in 1844 een kerk gebouwd. De Vlaamse Landmaatschappij voerde rond het jaar 2000 een herinrichtingsproject uit, populieren werden vervangen door zomereiken en een aantal paddentunnels werd aangelegd.

## Fauna
Het Lozerbos herbergt heel wat diersoorten. In en rond het Lozerbos worden soorten zoals buizerd, sperwer, boomvalk, steenuil en torenvalk regelmatig waargenomen. Meest kenmerkend voor het Lozerbos is echter de aanwezigheid van de bosuil en de ransuil. Ook Vlaamse gaai, grote bonte specht, groene specht, wielewaal, glanskopmees, boomklever en boomkruiper komen er voor. Zoogdieren die leven in en rond het Lozerbos zijn: vos, bunzing, hermelijn, konijn, egel, vleermuis en spitsmuis.

## Flora
Het Lozerbos bestaat onder andere uit eik, beuk en populier. In de loop van de tijd leidde deze gevarieerde boomsoortensamenstelling tot een rijke bosflora. Naast een dominantie van adelaarsvaren komen verspreid nog een aantal typische bosplantensoorten voor zoals boshyacint, gele dovenetel, bosviooltje, eenbes, slanke sleutelbloem, gevlekte aronskelk, meiklokje, speenkruid en bosanemoon. De paddenstoelen soorten stinkzwam, vliegenzwam, eekhoorntjesbrood en judasoor komen ook voor in het Lozerbos.

## Natuurbeleving
Het bos is vrij toegankelijk zolang men blijft op de paden die het natuurgebied doorkruisen. Er is een bewegwijzerde 'Lozerbos' ruiterroute (6,5 km), een wandelpad (2,6 km) en een fiets- en mountainbikecircuit (3 km). Een beperkte zone is ingericht als rust- en speelzone. Het Lozerbos is bereikbaar via de Kasteelstraat en de Nevelstraat.

## Afbeeldingen

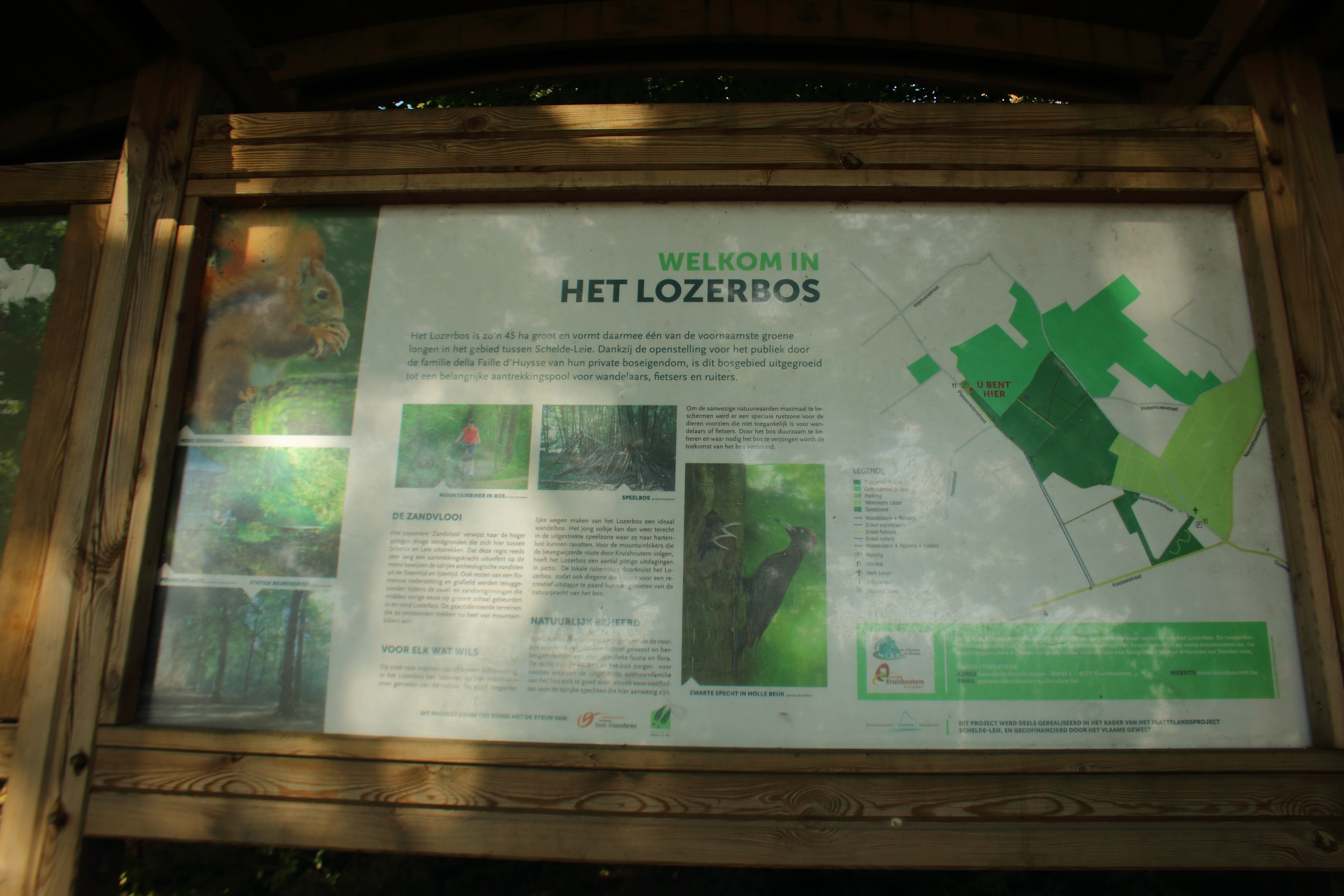
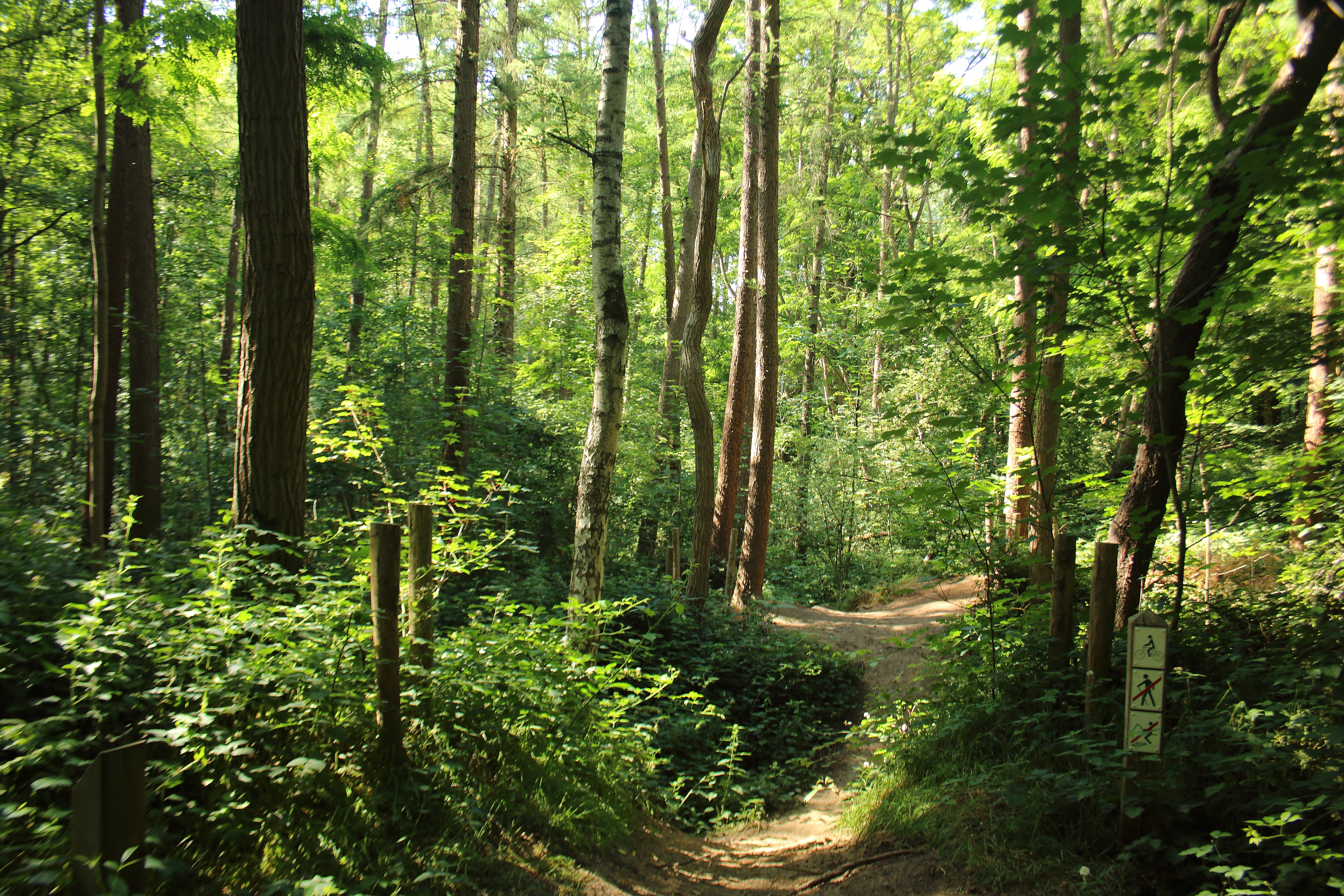
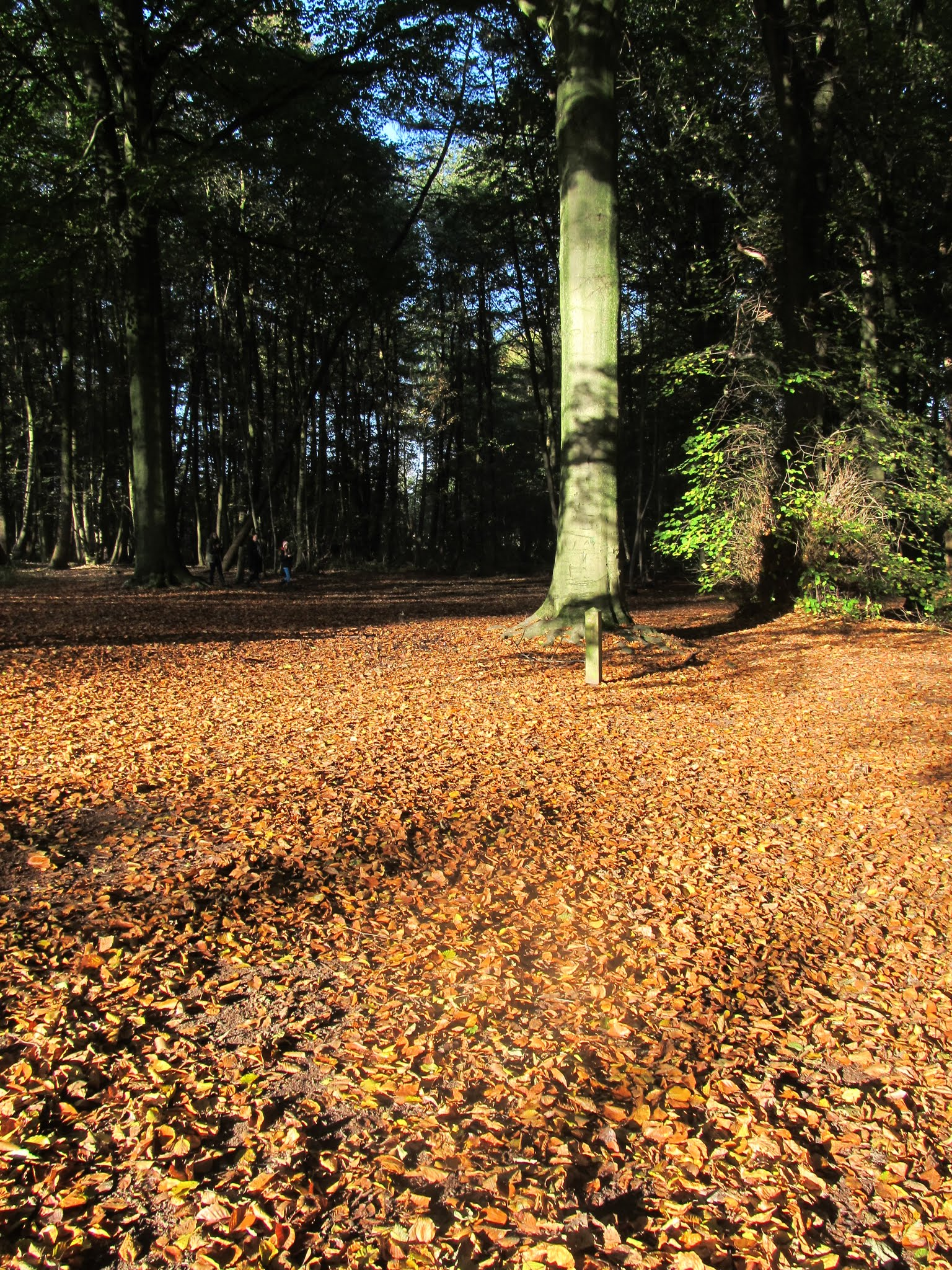
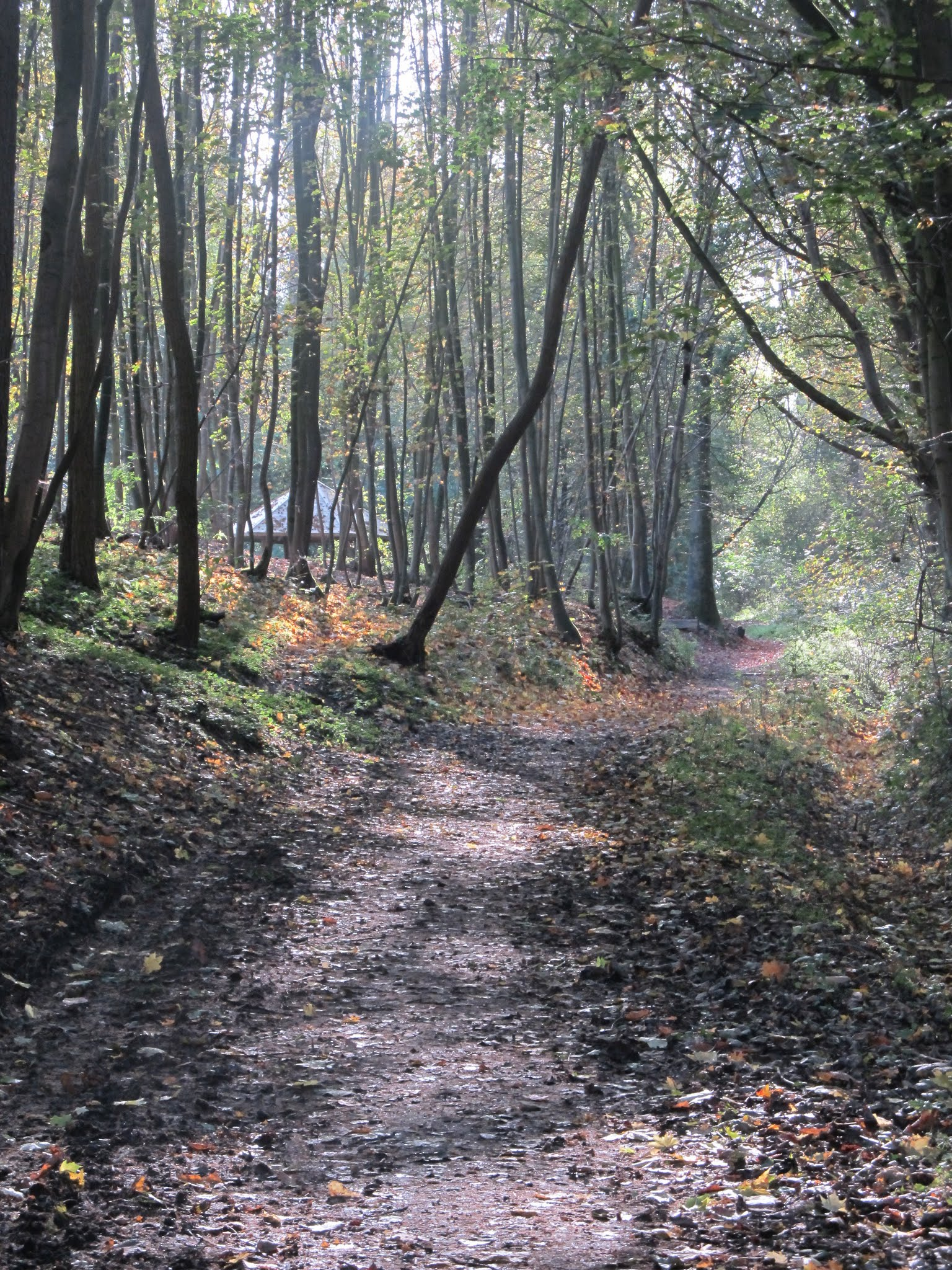
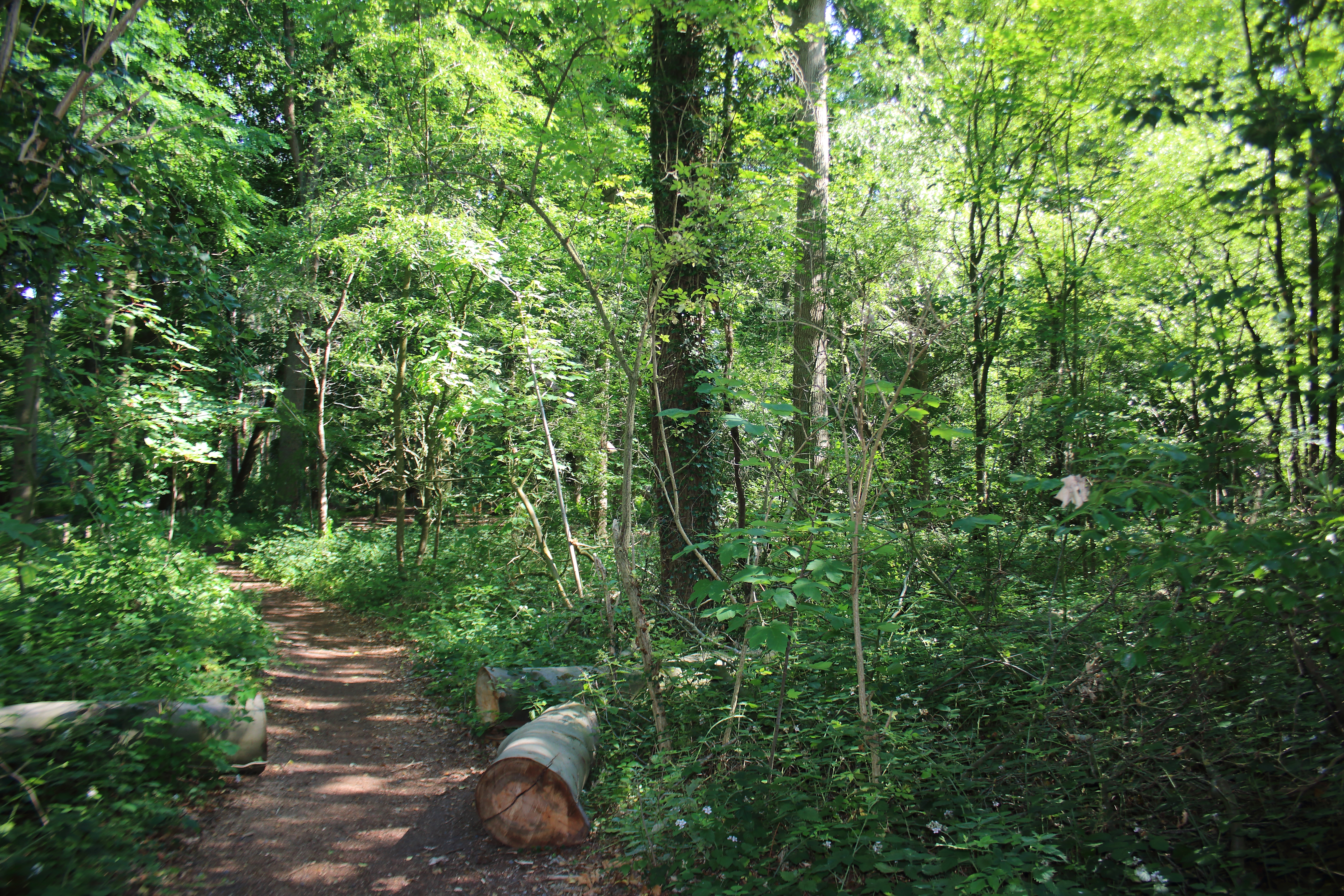